# O2O
O2O peut faire référence à :Online_to_offline
- Système de communication optique Orion Artemis II, utilisant des communications laser vers la Terre depuis l'orbite lunaire.